# 인시디어스 4: 라스트 키
《인시디어스 4: 라스트 키》(영어: Insidious: The Last Key)는 2018년 개봉한 미국의 초자연 공포 영화이다. 《인시디어스 3》(2015)의 속편이자 인시디어스 영화 시리즈 네 번째 작품이다. 애덤 로비텔이 연출하고, 전편 감독 리 워넬 감독이 각본을 썼으며, 제임스 완이 제작에 참여하였다. 린 셰이, 앵거스 샘프슨, 리 워넬, 스펜서 로크 등이 출연하였다.
2023년 시리즈 다섯 번째 작품 《인시디어스: 빨간 문》이 개봉하였다.

## 줄거리
1953년 뉴멕시코주. 귀신을 본다는 이유로 아버지에게 학대를 당하던 엘리스는 지하실에 갇혔다가 악령의 유혹에 져서 빨간 문을 열어 악령을 풀어주고 그 바람에 어머니가 악령 "키페이스"에게 목이 졸려 죽는다.
수십 년의 세월이 흐른 후 한 남자가 영매 엘리스에게 자신의 집에서 기이한 일들이 일어난다며 전화를 걸어온다. 이 남자가 불러주는 집 주소는 다름 아닌 엘리스가 어린 시절 살았던 뉴멕시코 고향집이다. 엘리스는 이 집에서 벌어져온 정체불명의 사건들을 파악하기 위해 공포가 시작되었던 비밀의 빨간 문을 다시 연다.

## 출연진
- 린 셰이 - 엘리스 레이니어 역
  - 에이바 코커 - 어린 엘리스 역
  - 호나 헤이스 - 청소년 엘리스 역
- 앵거스 샘프슨 - 터커 역
- 리 워넬 - 스펙스 역
- 스펜서 로크 - 멀리사 레이니어 역
- 케이틀린 제라드 - 이머전 레이니어 역
- 브루스 데이비슨 - 크리스천 레이니어 역
- 커크 아서베이도 - 테드 가자 역
- 조시 스튜어트 - 제럴드 레이니어 역
- 테사 페러 - 오브리 레이니어 역
- 대니엘 비수티 - 파커 크레인의 어머니 역
- 마커스 헨더슨 - 휫필드 형사 역
- 하비에르 보테트 - 키페이스 역
- 스테퍼니 스콧 - 퀸 브레너 역
- 조지프 비샤라 - 립스틱페이스 악령 역